# Familie Fröhlich – Schlimmer geht immer
Familie Fröhlich – Schlimmer geht immer ist eine deutsche Filmkomödie von Thomas Nennstiel aus dem Jahr 2010 mit Jürgen Tarrach und Simone Thomalla in den Hauptrollen.

## Handlung
Seit einem Jahr ist der neunundvierzigjährige Bernd Fröhlich arbeitslos. Herr Lämmle vom Jobcenter kann ihm nicht wirklich weiterhelfen, sondern lässt in ständig spüren, wie abhängig er von ihm als Beamten ist. Jegliche Bewerbungsversuche schlagen fehl, so dass er sich mehr und mehr auf die Versorgung seiner Familie und des Haushalts konzentriert. Seine Frau Petra muss somit für den finanziellen Unterhalt der Familie allein aufkommen, was sie mithilfe von abendlichen Verkaufsveranstaltungen ganz gut hin bekommt. Die ältere Tochter Mia sträubt sich lange ihren Freund den Eltern vorzustellen, denn es ist ihr peinlich, dass sie notgedrungen die Rollen getauscht haben, und dies verheimlicht sie auch ihrem Jakob. Dabei findet er es überhaupt nicht in Ordnung, wenn Männer ihre Ehefrauen alles allein machen lassen. Mias Eltern missfällt seine lockere Lebenseinstellung, die noch keine berufliche Ausrichtung erkennen lässt.
Ein Reporter vom „Abendmagazin“ will eine Reportage über Hausmänner machen und gerät bei einer Umfrage ausgerechnet an Bernd Fröhlich, der aufgrund des zu erwartendes Honorars zusagt. Doch die Sendung, in der er hoffte seine Jobsuche einarbeiten zu können, wird einfach nur peinlich. Als er an einem von Lämmle angeordneten Bewerbungsseminar teilnehmen muss, wird er dort für seinen Fernsehauftritt belächelt. Kurzerhand bricht er das Seminar ab und erhält als Nächstes einen „Ein-Euro-Job“ zugeteilt: Papier aufsammeln im Stadtpark.
Die häusliche Situation spitzt sich zu, als die Fröhlichs erfahren, dass Tochter Mia schwanger ist. Da die zukünftigen Großeltern nun auch das Elternhaus von Jacob kennenlernen wollen, treffen sie sich eines Abends bei ihnen. Verwundert und unangenehm überrascht muss Bernd Fröhlich feststellen, dass ausgerechnet Lämmle Jacobs Vater ist und auch Petra Fröhlich ist verwundert, da sie Gabriele Lämmle als eine ihrer kauffreudigsten Kundinnen bereits kennengelernt hatte. Bernd Fröhlich kann nicht anders, als dem Beamten sofort einige seiner bisherigen Schlagworte entgegenzubringen, damit er seinem eigenen Sohn endlich auf die Sprünge hilft. Obwohl Lämmle der letzte Mensch ist, mit dem Fröhlich verwandt sein möchte, erhält er doch von ihm einige Tipps, wie er seine Arbeitslosenzeit zukünftig besser bewältigen kann.
So wird es immer turbulenter bei den Fröhlichs. Mia stellt fest, dass Jacob möglicherweise nicht der Richtige für sie ist und auch Bernd hat Grund zu der Annahme, dass seine Petra ihm untreu werden könnte, als er vermutet, dass seine Frau mit ihrem Chef auf eine Dienstreise gefahren ist. Lämmle gesteht, dass er schon lange von seiner Arbeit frustriert ist, weil er keine Arbeit vermitteln kann, wenn gar keine Arbeitsstellen da sind. Damit stellt Bernd fest, dass er eigentlich schon den richtigen Job für sich gefunden hat. Er ist Seelentröster, Manager, Koch, Chauffeur und einfach immer für andere da. Um Mia aus ihrem Liebeskummer zu befreien, nimmt er Kontakt mit Jakob auf, der Torschlusspanik bekommen hatte, als Mia gleich mit Heiratsplänen kam. Das Vorhaben gelingt und die Jungverliebten versöhnen sich.
Als das Baby auf der Welt ist, verstehen sich alle prächtig und Bernd ist es sogar gelungen, aufgrund seiner letzten „Ein-Euro-Stelle“ eine Festanstellung als Koch und Hausmeister in einem Kindergarten zu bekommen.

## Produktion
Familie Fröhlich – Schlimmer geht immer wurde im Auftrag des ZDF von der Ziegler Film & Company produziert und in Berlin gedreht.

## Rezeption

### Einschaltquote
Die Erstausstrahlung von Familie Fröhlich – Schlimmer geht immer am 13. Dezember 2010 wurde in Deutschland insgesamt von 5,27 Millionen Zuschauern gesehen. Damit wurde ein Marktanteil von 16,0 Prozent erreicht.

### Kritik
Rainer Tittelbach von tittelbach.tv bewertete zu dieser Komödie: „Der gefällig geschriebene und inszenierte Familienfilm um Arbeitslosigkeit, Rollentausch und Jobcenter-Frust bekommt leider nicht ganz die Kurve, doch ihm gelingt das Kunststück, trotz einer wenig raffinierten Anhäufungsdramaturgie nicht zu langweilen. Das liegt am höchst spielfreudigen Ensemble, aus dem Tarrach und Brambach herausragen.“
Die Kritiker bei Quotenmeter.de meinen: „Mit etwas weniger Ernsthaftigkeit hätte man an Bernd Fröhlichs Rolle als eifersüchtiger Ehemann herangehen können. Dies wäre ein Thema gewesen, bei der Komik geradezu angebracht gewesen als auf die Tränendrüse zu drücken. Insgesamt jedenfalls wurden die ernsten Themen im Film ‚Familie Fröhlich‘ zu wenig humorvoll angefasst, dass man von einer Familienkomödie sprechen könnte. Dass es am Ende doch noch einige Lacher gibt, liegt daran, dass sich auch die Familiensituation hin zum Happy End entwickelt und somit auflockert.“